# Шатору (футбольний клуб)
Ла Беррішон де Шатору або просто «Шатору» (фр. La Berrichonne de Châteauroux) — професіональний французький футбольний клуб з міста Шатору.

## Досягнення
- Ліга 2
  -  Чемпіон (1): 1996/97

- Кубок Франції
  -  Фіналіст (1): 2003/04

- Регіональна ліга Центр
  -  Чемпіон (7): 1920, 1921, 1950, 1959, 1961, 1977, 1992

## Відомі гравці
- Ронан Ле Кром
- Едвін Мураті
- Джемалудин Мушович
- Фелікс Катонго
- Джейкоб Муленга
- Патрік Мбома
- Джибріл Сідібе
- Ігор Яновський
- Карі Укконен
- Стефан Дальма
- Флоран Малуда
- Стів Савідан
- Род Фанні

## Відомі тренери
- Андре Родер (1938–39)[1]
- Рожер Кабанес (1943–46)
- Жерар Вошняк (1946–52)
- Шарль Карвіль (1952–53)
- Антонін Тихий (1953–54)
- Джо Рабстейнек (?-?)
- Франсуа Маестроні (?-?)
- Альбер Деброк (вересень 1957–58)
- Моріс Ляфонт (1962–63)
- Анрі Бурда (1963–65)
- Леон Деладеррьєр (1965–67)
- Робер Віко (1967–70)
- Андре Страпп (1970–71)
- Жерар Вошняк та Феррандіс (1971–73)
- Люсьєн Трюпель (1973–80)
- Ерве Ревеллі (1980–83)
- Антон Нероба (1983–85)
- Філіпп Леру (1985 — лютий 1986)
- Карім Ібрагім (лютий 1986—1986)
- Філіпп Бессе (1986–87)
- Ліонель Саши (1987–88)
- Алек Хрнік (1988–89)
- Жак Лемі (1989)
- Анджей Шармах (1989–91)
- Йоахім Маркс (1991 — жовтень 1992)
- Віктор Звунка (жовтень 1992–98)
- Флоран Фонтайн (червень 1998 — травень 2005)
- Дідьє Олле-Ніколь (2005 — березень 2006)
- Седрік Дорі (березень 2006–08)
- Фредерік Заго (березень 2007, в.о.)
- Крістіан Саррамана (2008)
- Домінік Біжота (2008–09)
- Жан-П'єр Папен (2009–10)
- Дідьє Толо (2010–13)
- Жан-Луї Гарсія (2013–14)
- Паскаль Гастьєн (2014–15)
- Седрік Дорі (2015–16)
- Мішель Естеван (2016–)